# 2011年夏季世界大学生运动会牙买加代表团

牙买加代表团旗帜

2011年夏季世界大学生运动会牙买加代表团是牙买加所派出的2011年夏季世界大学生运动会代表团，该代表团共派出12名代表参赛。

## 奖牌榜
| 名次 | 代表团 | 金牌 | 银牌 | 铜牌 | 总数 |
| ---- | ------ | ---- | ---- | ---- | ---- |
| 11   | 牙买加 | 6    | 2    | 1    | 9    |

## 奖牌获得者

### 金牌
1. 男子铅球：理查德斯
2. 女子200米：安妮莎·麦克劳林
3. 男子200米：拉锡德-德维耶
4. 女子100米：卡丽·罗素
5. 男子100米：哈维

### 银牌
1. 男子200米决赛：贾森-杨
2. 男子400米：彼得·马修斯

### 铜牌
1. 女子4×100米接力